# 笑ってよいしょ
『笑ってよいしょ』（わらってよいしょ）は、1969年4月8日から同年6月17日まで日本テレビ系列の火曜20時00分 - 20時56分（JST）に放送された、コメディ風のテレビドラマである。カラー放送。全7回。
武田薬品工業の一社提供。

## 概要
スナック「ポッポ」、銭湯「助六湯」、小松寺などがある浅草観音様付近の横丁を舞台に、「湯上がりの顔がいいね」の一言がきっかけで助六湯に婿入りしたという星野大二を中心に展開する、下町人情喜劇。同局放送中の『笑点』を降板したばかりの5代目三遊亭圓楽や4代目三遊亭小圓遊などの、当時人気の落語家やタレントを出演させて製作された。
監督はザ・ドリフターズの映画でおなじみの渡邊祐介らが担当、渡邊は脚本も手掛けている。

## スタッフ
- 脚本：渡邊祐介、森崎東、船橋和郎、野上龍雄
- 監督：渡邊祐介、鷹森立一、小山幹夫、小林恒夫
- 助監督：戸田幸雄
- 撮影：稲田喜一
- 美術：三井祥伝
- 照明：加藤伝
- イラスト：針すなお
- 音楽：津島利章
- プロデューサー：鎌田哲也[1]、清水欣也（以上日本テレビ）、太田浩児、泊懋
- 制作：日本テレビ、東映

## 出演者
- 5代目三遊亭圓楽（星野大二）[1]
- 4代目三遊亭小圓遊（金一）
- 野末陳平（陳海和尚）[1]
- E・H・エリック（六さん）
- 太田博之（正三）
- 曽根晴美
- 川口恵子（レモンちゃん = 「ポッポ」の看板娘）
- 上田吉二郎
- 雷門ケン坊
- 三代目江戸家猫八
- 丹下キヨ子（津村勝子 = レモンの母）
- 高橋豊子
- 楠トシエ（トシ子 = 大二の妻）
- 三浦布美子（ふみ奴）[1]
- 林家こきん
- 榎本健一（津村浩一 = レモンの父）
ほか出演者あり

（協力：現代センター）

## 主題歌
- 「笑ってよいしょ」
作詞：野末陳平／作曲：萩原哲晶／歌：ロイヤルナイツ、5代目三遊亭圓楽、野末陳平

## サブタイトル
| 回 | 放送日  | サブタイトル                       | 脚本            | 監督     | ゲスト                        |
| -- | ------- | ---------------------------------- | --------------- | -------- | ----------------------------- |
| 1  | 4月8日  | ブルーライト浅草                   | 渡邊祐介 東盛作 | 渡邊祐介 | 南利明（渡文太）、大泉滉      |
| 2  | 4月15日 | とっぽい女とつむじ風               |                 | 小林恒夫 | 桜町弘子（あられ）            |
| 3  | 4月29日 | エリザベス・テーラーがやって来た   |                 |          |                               |
| 4  | 5月20日 | かわい子ちゃんには気をつけろ       | 若井基成        | 中川信夫 | 高見エミリー                  |
| 5  | 5月27日 | 姉か妹か思案橋                     | 成沢昌茂        | 小林恒夫 | 多々良純（虎吉 = ふみ奴の父） |
| 6  | 6月3日  | お嫁さんが欲しいんだ!              |                 |          |                               |
| 7  | 6月17日 | ゼニもうけしたけりゃフロ屋へおいで |                 |          | 白木みのる（みのる）          |

## ビデオソフト化
- 一般家庭にビデオが普及する前の1981年頃、東映芸能ビデオから第1話を収録したビデオが4万円で発売されていたことがある[4]。本作の映像ソフトはこれが唯一となっており、現在まで一切再発売やDVD化・BD化は行われていない。
- 1998年に東映ビデオから発売されたLD「東映TVドラマ主題歌大全集 現代劇編」第1巻（VHS版では第2巻）にはオープニング映像が収録されている。

## 参考資料
- テレビドラマデータベース

## 備考
- 静岡では当時日本テレビ系列がなかった関係でテレビ静岡（フジテレビ系列）にて1972年8月12日から土曜15：00～15：56枠で放送された。[5]
- オープニング映像と主題歌シングルのジャケットは、針すなおによる主要キャスト6人のイラストが使われている。